# Etem Menderes
İbrahim Etem Menderes (* 1899 in Aydın; † 18. September 1992 in Ankara) war ein türkischer Politiker, Innen- und Verteidigungsminister der Türkei.
1919 absolvierte er das Militärgymnasium Yeditepe in İstanbul und 1923 die Fakultät für Rechtswissenschaft an der Darülfünun. 1924 begann Menderes als Richter am 16. Hohen Verfassungsgericht in Ankara zu arbeiten. Er war in der IX., X. und XI. Legislaturperiode Abgeordneter der Provinz Aydın in der Großen Nationalversammlung der Türkei. Im II. Menderes-Kabinett (1958–1960) war Etem Menderes Innenminister. Im III. und V. Menderes-Kabinett war er Verteidigungsminister.
1962 gründete er das Bauunternehmen Menderes. Er blieb bis zu seinem Tod Direktor der Firma. 1978 bekam er die Auszeichnung für den besten Unternehmensleiter. Nach dem Militärputsch vom 12. September 1980 wurde er wegen Veruntreuung in einem staatlichen Ausschreiben zu 12 Jahren Haft verurteilt. 1992 nach Ablauf seiner Haft erlitt er eine Hirnblutung und starb.
Sein Grab befindet sich auf dem Friedhof Zincirlikuyu in Istanbul.

## Ehrungen
- 1957: Großkreuz des Verdienstordens der Bundesrepublik Deutschland

| Personendaten    | Personendaten          |
| ---------------- | ---------------------- |
| NAME             | Menderes, Etem         |
| ALTERNATIVNAMEN  | Menderes, İbrahim Etem |
| KURZBESCHREIBUNG | türkischer Politiker   |
| GEBURTSDATUM     | 1899                   |
| GEBURTSORT       | Aydın                  |
| STERBEDATUM      | 18. September 1992     |
| STERBEORT        | Ankara                 |